# Verkine Karakaschian
Verkine Karakaschian (* 1856 in Konstantinopel; † 1933 in Athen) war eine armenische Schauspielerin. Sie war die Schwester von Jeranuhi Karakaschian.
Verkine Karakaschian trat erstmals 1869 im Aziziye Theater in Üsküdar auf. Sie stieß zunächst zur Theatertruppe von Agop Güllü hinzu. Später war sie Sopranistin in der Operetten-Truppe von Serovpe Benliyan. Nach ihrer Heirat zog sie sich 1914 von der Bühne zurück und lebte in Smyrna. 1933 starb sie in Athen.